# Liste der Biografien/Fog
Liste der Biografien |
Portal Biografien |
Personensuche
# |
A |
B |
C |
D |
E |
F |
G |
H |
I |
J |
K |
L |
M |
N |
O |
P |
Q |
R |
S |
T |
U |
V |
W |
X |
Y |
Z |
?
 
Fa |
Fe |
Ff |
Fh |
Fi |
Fj |
Fk |
Fl |
Fm |
Fn |
Fo |
Fr |
Ft |
Fu |
Fy
 
Foa |
Fob |
Foc |
Fod |
Foe |
Fof |
Fog |
Foh |
Foi |
Foj |
Fok |
Fol |
Fom |
Fon |
Foo |
Fop |
For |
Fos |
Fot |
Fou |
Fov |
Fow |
Fox |
Foy |
Foz
Die Liste der Biografien führt alle Personen auf, die in der deutschsprachigen Wikipedia einen Artikel haben. Dieses ist eine Teilliste mit 111 Einträgen von Personen, deren Namen mit den Buchstaben „Fog“ beginnt.

## Fog
- Fog, Ian Marko (* 1973), dänischer Handballspieler und -trainer
- Fog, Mogens (1904–1990), dänischer Neurologe, Rektor der Universität Kopenhagen, Widerstandskämpfer und Politiker
- Fog, Nina (* 1980), österreichische Schauspielerin
- Fog, Stephen C., Filmtechniker und Spezialeffektkünstler

### Foga
- Fogaça, José (* 1947), brasilianischer Rechtsanwalt, Journalist und Politiker des PMDB
- Fogar, Ambrogio (1941–2005), italienischer Abenteurer und Autor
- Fogar, Luigi (1882–1971), Bischof
- Fogarasi Béláné, Ilse (1885–1972), deutsch-ungarische Schauspielerin, Regisseurin und Autorin
- Fogarasi, Béla (1891–1959), ungarischer Philosoph
- Fogarasi, Tibor (* 1969), ungarischer Schachmeister
- Fogarassy, Viktor (1911–1989), österreichischer Kaufmann und Kunstsammler
- Fogarino, Samuel (* 1968), US-amerikanischer Schlagzeuger
- Fogarty, Carl (* 1965), britischer MotorradrennfahrerCarl Fogarty (* 1965)

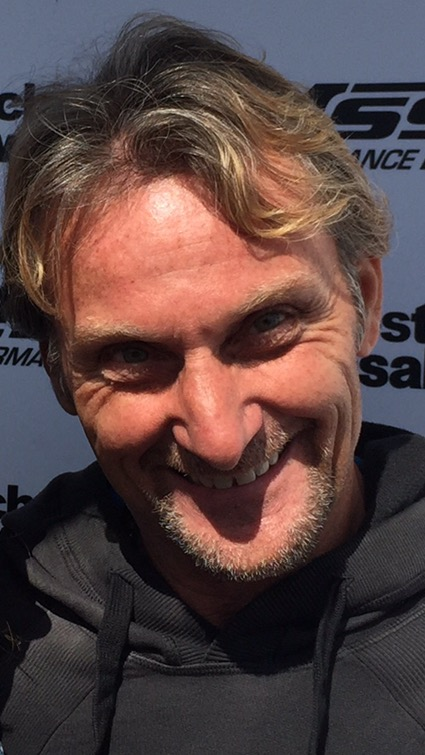
Carl Fogarty (* 1965)

- Fogarty, Charles J. (* 1955), US-amerikanischer Politiker
- Fogarty, Frank Joseph (1878–1925), US-amerikanischer Vaudeville-Darsteller
- Fogarty, John (* 1952), irischer Ordensgeistlicher und Missionar
- Fogarty, John E. (1913–1967), US-amerikanischer Politiker
- Fogarty, Jon (* 1975), US-amerikanischer Autorennfahrer
- Fogarty, Lyndsie (* 1984), australische Kanutin
- Fogarty, Mathew (* 1956), US-amerikanischer Badmintonspieler
- Fogarty, Nancy (* 1934), australische Sprinterin
- Fogarty, Niamh (* 1999), irische Diskuswerferin
- Fogarty, Steven (* 1993), US-amerikanischer Eishockeyspieler
- Fogarty, Thomas J. (* 1934), US-amerikanischer Chirurg
- Fogazzaro, Antonio (1842–1911), italienischer Schriftsteller

### Fogd
- Fogdö, Thomas (* 1970), schwedischer Skirennläufer

### Foge
- Föge, Hermann (1878–1963), deutscher Jurist und Politiker (DDP, DStP, FDP), MdL
- Føge, Jette, dänische Badmintonspielerin
- Fogel, Bryan, US-amerikanischer Dramaturg, Regisseur, Drehbuchautor und FilmproduzentBryan Fogel

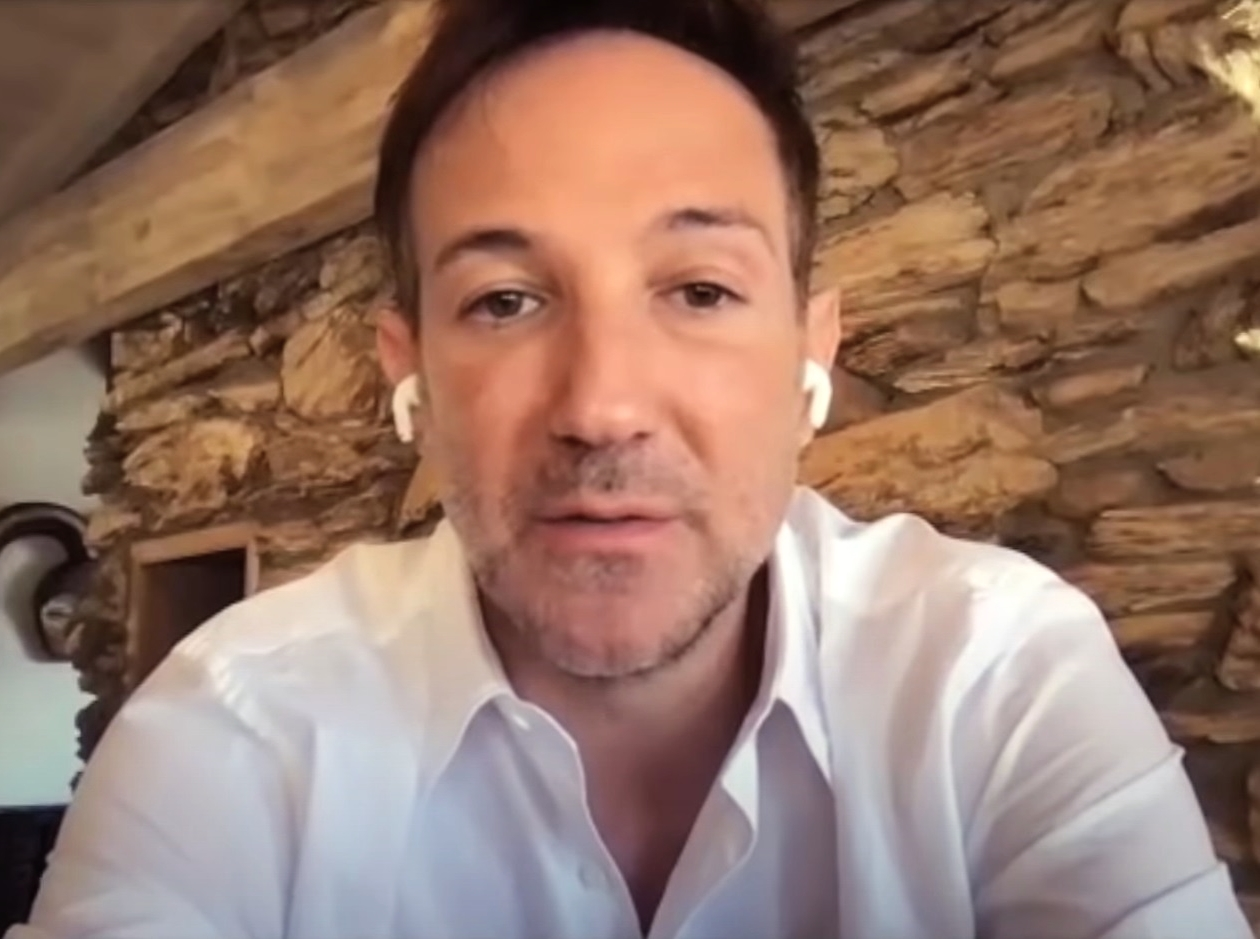
Bryan Fogel

- Fogel, David B. (* 1964), US-amerikanischer Informatiker
- Fogel, Martin (1634–1675), deutscher Arzt und Linguist
- Fogel, Marty (* 1945), amerikanischer Fusionmusiker (Saxophon, Klarinette, Komposition)
- Fogel, Matthew, US-amerikanischer Drehbuchautor
- Fogel, Robert (1926–2013), US-amerikanischer Ökonom und Nobelpreisträger
- Fogel, Silvio (1949–2016), argentinischer Fußballspieler
- Fogelberg, Bengt Erland (1786–1854), schwedischer Bildhauer
- Fogelberg, Dan (1951–2007), US-amerikanischer Sänger, Komponist und MultiinstrumentalistDan Fogelberg (1951–2007)

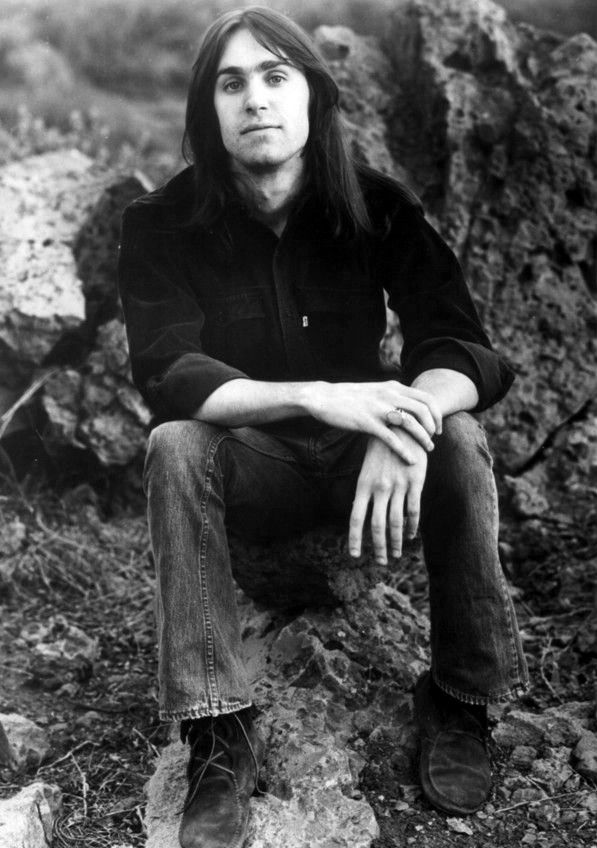
Dan Fogelberg (1951–2007)

- Fogelis, Einars (* 1960), lettischer Sportmanager und Rennrodelfunktionär
- Fogelklou, Carl-Johan (* 1980), schwedischer Rockmusiker
- Fogelklou, Emilia (1878–1972), schwedische Theologin und Schriftstellerin
- Fogelman, Dan (* 1976), US-amerikanischer Drehbuchautor, Regisseur sowie Film- und Fernsehproduzent
- Fogelman, Eva, US-amerikanische Psychotherapeutin und Sozialpsychologin
- Fogelmanis, Corey (* 1999), amerikanischer Schauspieler
- Fogels, Harijs (1906–1989), lettischer Fußballspieler
- Fogelström, Hanna (* 1990), schwedische Handballspielerin
- Fogelström, Per Anders (1917–1998), schwedischer Schriftsteller
- Fögen, Alfred (* 1936), deutscher Kommunalpolitiker (CDU, parteilos)
- Fögen, Marie Theres (1946–2008), deutsche Juristin und Rechtshistorikerin
- Fogen, Steve (* 1979), luxemburgischer Radrennfahrer
- Fögen, Thorsten (* 1971), deutscher Altphilologe und Hochschullehrer
- Föger, Benedikt (* 1970), österreichischer Verhaltensforscher, Wissenschaftsjournalist, Autor und Verlagsleiter in Wien
- Föger-Kalchschmied, Sonja (* 1969), österreichische Politikerin (SPÖ)
- Fogerty, John (* 1945), US-amerikanischer Sänger, Songwriter und RockgitarristJohn Fogerty (* 1945)

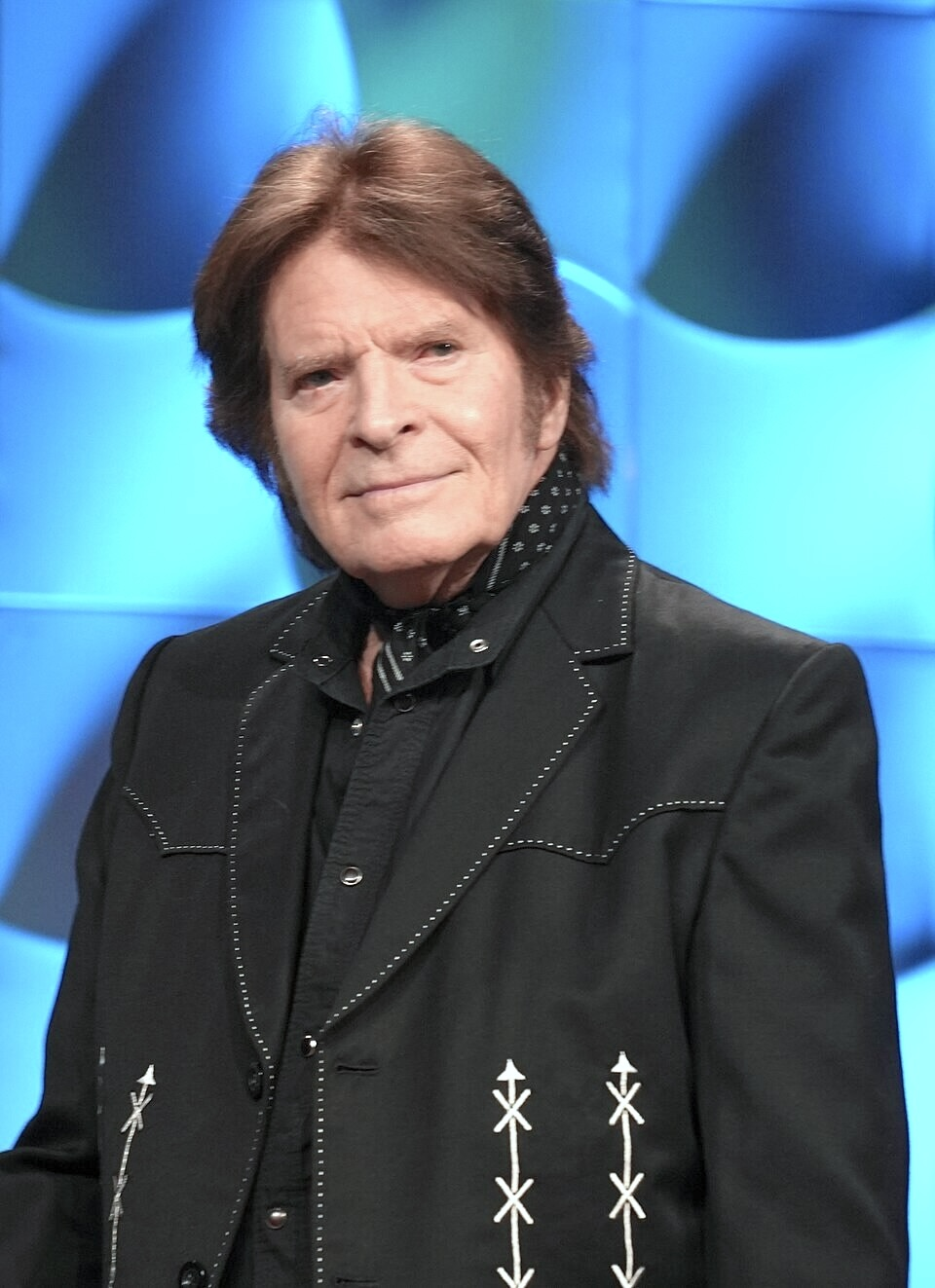
John Fogerty (* 1945)

- Fogerty, Tom (1941–1990), US-amerikanischer Musiker und Gitarrist
- Foges, Wolfgang (1910–1986), österreichisch-britischer Verleger

### Fogg
- Fogg, Adam (* 1999), australisch-britischer Mittelstreckenläufer
- Fogg, Bert (1883–1952), englischer Fußballschiedsrichter
- Fogg, Eric (1903–1939), britischer Komponist, Organist, Pianist und Dirigent
- Fogg, George G. (1813–1881), US-amerikanischer Politiker (Republikanische Partei)
- Fogg, Howard (1892–1953), kanadischer Dirigent und Komponist
- Fogg, Kirk (* 1959), US-amerikanischer Schauspieler und Fernsehmoderator
- Fogg, Kyle (* 1990), US-amerikanischer Basketballspieler
- Fogg, Mieczysław (1901–1990), polnischer Chansonsänger
- Foggia, Dennis (* 2001), italienischer Motorradrennfahrer
- Foggia, Francesco (1604–1688), italienischer Komponist des Barock
- Foggia, Pasquale (* 1983), italienischer Fußballspieler
- Foggin, James (* 1974), englischer Bühnenschauspieler und Gärtner in Deutschland
- Foggini, Giovanni Battista (1652–1725), italienischer Bildhauer und Architekt
- Foggon, Alan (* 1950), englischer Fußballspieler

### Fogh
- Fogh Olsen, Hans Jørn (* 1943), dänischer Astronom und Asteroidenentdecker
- Fogh, Hans (1938–2014), dänisch-kanadischer Segler und Segelmacher

### Fogl
- Fogl, Emanuel († 1901), österreichischer Wäscheunternehmer
- Fogl, József (1897–1971), ungarischer Fußballspieler
- Fogl, Károly (1895–1969), ungarischer Fußballspieler und -trainer
- Foglár, Adolf (1822–1900), österreichischer Jurist und Schriftsteller
- Foglar, Erich (* 1955), österreichischer Gewerkschafter (FSG)
- Foglar, Jaroslav (1907–1999), tschechischer Verfasser von Jugendbüchern
- Foglár, Ludwig (1819–1889), österreichischer Jurist und Schriftsteller
- Fogle, Jared (* 1977), US-amerikanisches Werbegesicht und SexualstraftäterJared Fogle (* 1977)

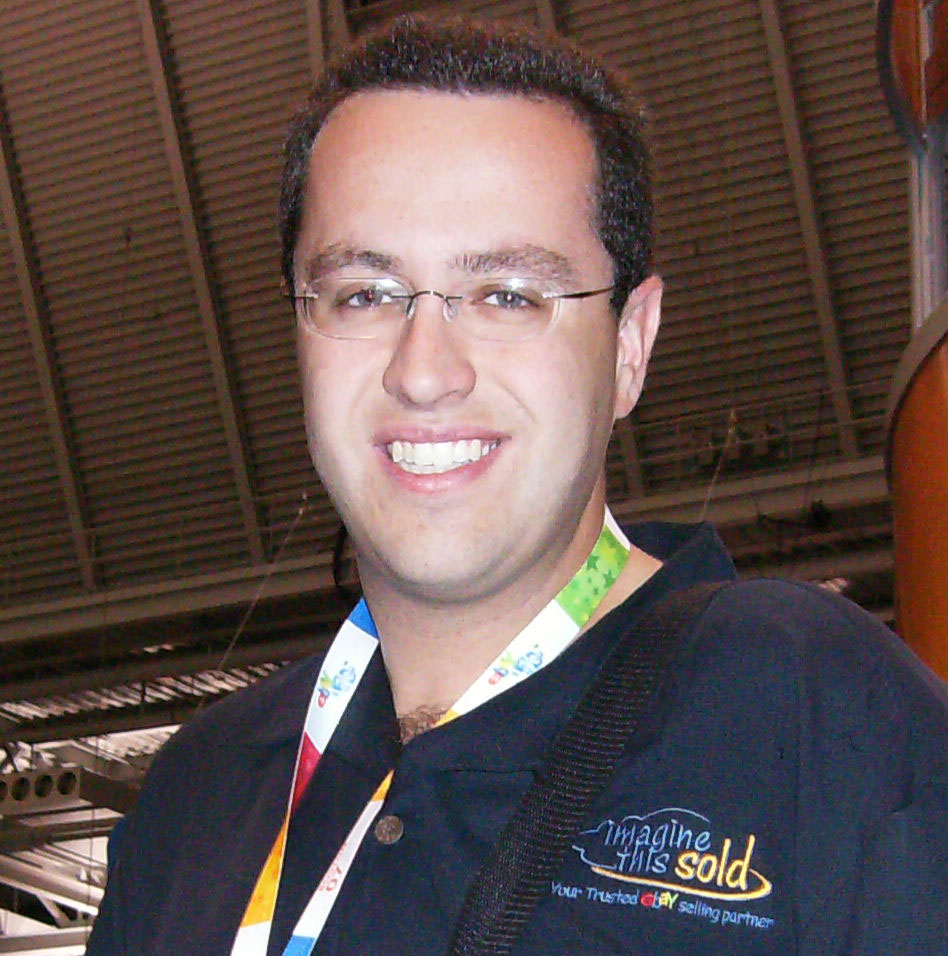
Jared Fogle (* 1977)

- Fogle, Richard Harter (1911–1995), amerikanischer Literaturwissenschaftler
- Fogleman, Ronald (* 1942), US-amerikanischer General der United States Air Force
- Fogler, Dan (* 1976), amerikanischer Schauspieler, Regisseur, Synchronsprecher und DrehbuchautorDan Fogler (* 1976)

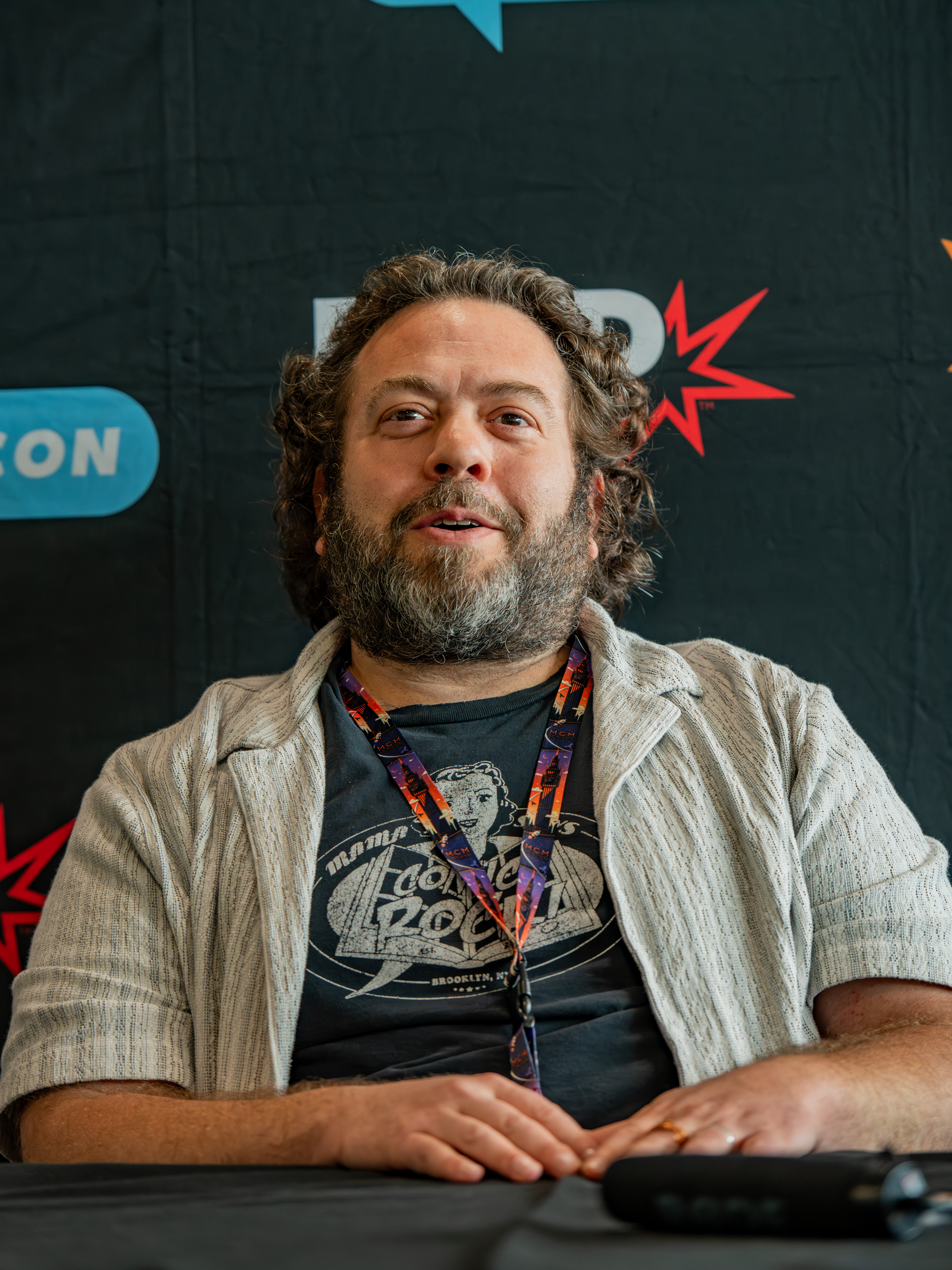
Dan Fogler (* 1976)

- Fogler, Joe (1884–1930), US-amerikanischer Bahnradsportler
- Foglesong, Robert H. (* 1945), US-amerikanischer Offizier, General der US Air Force
- Fogli, Laura (* 1959), italienische Marathonläuferin
- Fogli, Riccardo (* 1947), italienischer Sänger
- Fogli, Romano (1938–2021), italienischer Fußballspieler und -trainer
- Foglia, Alejandro (* 1984), uruguayischer Segler
- Foglia, Andrea (* 1985), uruguayische Seglerin
- Foglia, Marc (* 1975), französischer Philosoph
- Foglia, Sergio (* 1972), italienischer Amateurastronom
- Fogliani, Antonino (* 1976), italienischer Dirigent
- Fogliano, Giacomo († 1548), italienischer Komponist und Organist
- Fogliano, Lodovico, italienischer Musiktheoretiker, Komponist, Sänger und Humanist
- Fogliardi, Augusto (* 1818), Schweizer Politiker
- Fogliardi, Giovanni Battista (1791–1861), Schweizer Unternehmer, Politiker, Tessiner Grossrat und Staatsrat
- Foglietta, Thomas M. (1928–2004), US-amerikanischer Politiker und Diplomat
- Foglietti, Mario (1936–2016), italienischer Drehbuchautor und Fernsehregisseur
- Foglino, Alfredo (1892–1968), uruguayischer Fußballspieler und -trainer

### Fogn
- Fognini, Fabio (* 1987), italienischer TennisspielerFabio Fognini (* 1987)

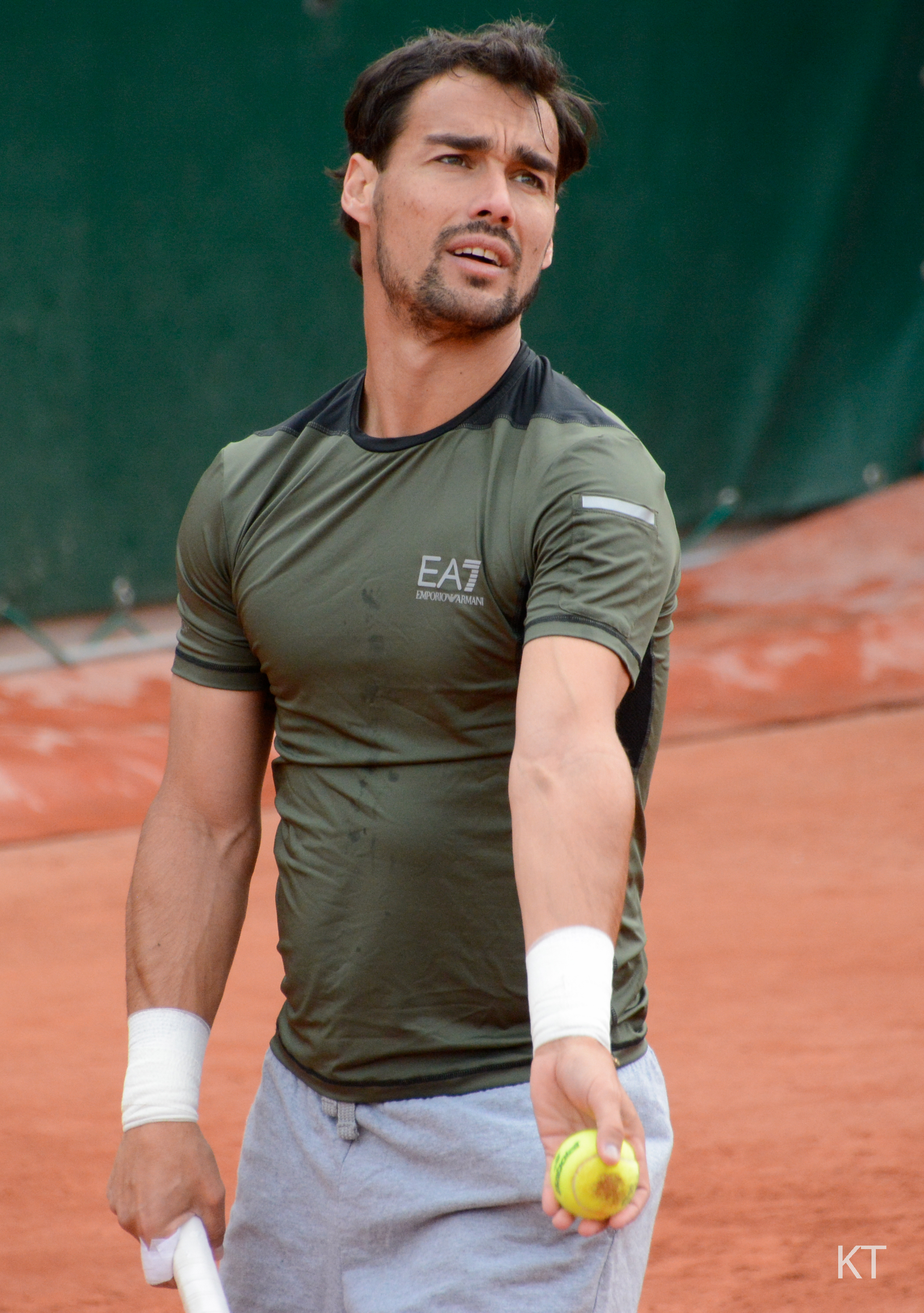
Fabio Fognini (* 1987)

### Fogo
- Fogolari, Giulia (1916–2001), italienische Prähistorikerin
- Fogolin, Lee junior (* 1955), US-amerikanischer Eishockeyspieler
- Fogowitz, Andrä Heinrich (* 1858), österreichischer Schriftsteller

### Fogr
- Fograscher, Gabriele (* 1957), deutsche Politikerin (SPD), MdB

### Fogt
- Fogt, Christopher (* 1983), US-amerikanischer Bobsportler
- Fogt, Luise (1846–1921), deutsche Sozialarbeiterin
- Fogt, Martin (* 1955), deutscher Radiosprecher und Hörfunkautor, Sänger und Musikwissenschaftler

### Fogu
- Foguelman, Alberto (1923–2013), argentinischer Schachspieler
- Foguinho, Renan (* 1989), brasilianischer Fußballspieler

### Fogw
- Fogwill, Rodolfo (1941–2010), argentinischer Soziologe und Schriftsteller
- Fogwill, Vera (* 1972), argentinische Filmschauspielerin, Filmdirektorin und Drehbuchautor